# Giełzów (województwo świętokrzyskie)
Giełzów – wieś sołecka w Polsce położona w województwie świętokrzyskim, w powiecie koneckim, w gminie Gowarczów.
W latach 1975–1998 miejscowość administracyjnie należała do województwa radomskiego.
| SIMC    | Nazwa           | Rodzaj    |
| ------- | --------------- | --------- |
| 0620620 | Pasternik       | część wsi |
| 0620636 | Pod Górą        | część wsi |
| 0620642 | Pod Skrzyszowem | część wsi |

W Giełzowie znajduje się XIX-wieczny park, wpisany do rejestru zabytków nieruchomych (nr rej.: A.482 z 10.06.1986).
Wierni kościoła rzymskokatolickiego należą do parafii Świętych Apostołów Piotra i Pawła w Gowarczowie.